# Valley Mills
Valley Mills – miasto w Stanach Zjednoczonych, w stanie Teksas, w hrabstwie Bosque.